# Reserva biológica de Tinguá
La Reserva Biológica de Tinguá –Reserva Biológica do Tinguá –es  una reserva en las montañas Serra do Tinguá, estado de Río de Janeiro, en el este de Brasil. 

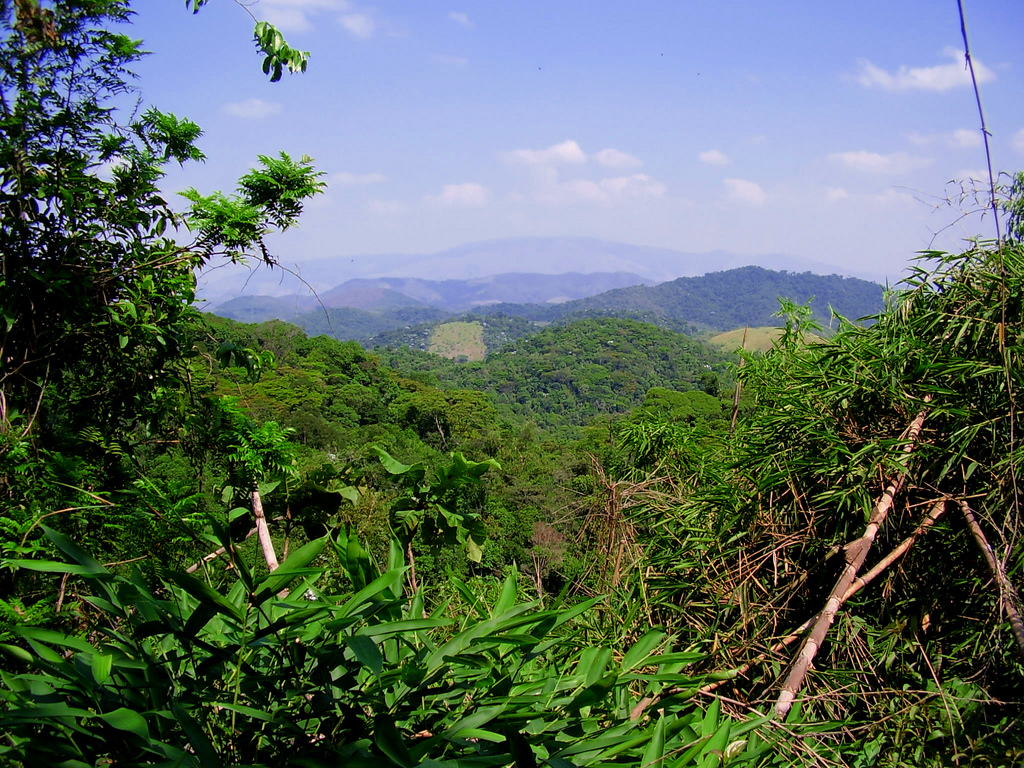
Reserva natural en el estado de Río de Janeiro

## Ubicación
La reserva, que abarca 26.260 hectáreas (64.900 acres), se   creó el 23 de mayo de 1989. Esta es administrada por el Instituto Chico Mendes para la Conservación de la Biodiversidad . La reserva reside en los municipios de Duque de Caxias, Nova Iguaçu y Petrópolis en el estado de Río de Janeiro , junto a las 2.353 hectáreas (5.810 acres) del Área de Protección Ambiental de Jaceruba, creada en 2002, al oeste. Su paisaje bioclimático es el bosque atlántico que incluye selvas tropicales submontanas, montanas y montanas superiores. La reserva se encuentra en el mosaico portugués del bosque Atlántico central de Río de Janeiro (Mosaico da Mata Atlântica Fluminense central), creado en 2006.

## Conservación
La Reserva Biológica es una "reserva natural estricta" bajo las áreas protegidas de la UICN. El propósito de esta reserva es proteger la biota (conjunto de organismos vivos) y otros atributos naturales sin que se dé una interferencia humana directa. [1] Las especies de animales que se encuentra en la reserva son: el muriqui sureño (brachyteles arachnoides), el myotis rojo (myotis ruber), el murciélago boca ancha de Recife (platyrrhinus recifinus), el ocelote (leopardus pardalis mitis), el puma (puma concolor capricornensis), la especie de rana thoropa petropolitana y thoropa lutzi, el águila de Chaco (Harpyhaliaetus coronatus), el cotinga de alas grises (tijuca condita), el hormiguerito de Salvadori (myrmotherula minor), el halcón de cuello blanco (leucopternis lacernulatus) y el periquito de orejas blancas (pyrrhura leucotis). [1]